# Mikolas Josef
Mikoláš Josef (ur. 4 października 1995 w Pradze) – czeski piosenkarz, autor tekstów, gitarzysta, były model, reprezentant Czech w 63. Konkursie Piosenki Eurowizji (2018).

## Życiorys
Dorastał w Pradze i Znojmie. Pochodzi z rodziny o muzycznych tradycjach. Ma brata Karela. W wieku pięciu lat podjął naukę gry na gitarze. Ukończył naukę na Akademii Muzyczno-Aktorskiej w Londynie. Jest czeskiego, morawskiego, austriackiego, niemieckiego i włoskiego pochodzenia.
Przed rozpoczęciem kariery muzycznej pracował jako model, brał udział w pokazach mody i sesjach zdjęciowych dla marek modowych, takich jak Diesel czy Prada. Trenował breakdance i gimnastykę.
Rozpoczął karierę muzyczną, mając 15 lat. Początkowo grał muzykę z pogranicza folku i hip-hopu, później zaczął tworzyć muzykę popową i house. W 2015 wydał debiutancki singiel „Hands Bloody”. W 2016 zaprezentował single „Free” i „Believe (Hey Hey)”, do których zrealizował oficjalne teledyski. 19 listopada 2017 wydał singiel „Lie to Me”, z którym zakwalifikował się do finału czeskich eliminacji do 63. Konkursu Piosenki Eurowizji. Pod koniec stycznia zajął pierwsze miejsce w głosowaniu internautów oraz międzynarodowej komisji jurorskiej, dzięki czemu został wybrany na reprezentanta kraju w konkursie. 10 lutego wystąpił jako gość specjalny w koncercie półfinałowym ukraińskich eliminacji eurowizyjnych Widbir 2018. Przed udziałem w konkursie wystąpił na kilku koncertach promocyjnych: na Eurovision Pre-Party w Rydze, London Eurovision Party w Londynie, Israel Calling w Tel Awiwie, ESPreParty w Madrycie i Eurovision in Concert w Amsterdamie. 8 maja wystąpił jako piąty w kolejności w pierwszym półfinale konkursu i z trzeciego miejsca zakwalifikował się do finału, który został rozegrany 12 maja. Wystąpił w nim z 14. numerem startowym i zajął szóste miejsce po zdobyciu 281 punktów, w tym 215 pkt. od telewidzów (4. miejsce) i 66 pkt. od jurorów (15. miejsce). 4 października wydał singel „Me Gusta” wraz z teledyskiem. W 2019 wydał single „Abu Dhabi” i „Acapella”, do których zrealizował oficjalne teledyski.

## Dyskografia

### Single

#### Jako główny wykonawca
| Rok                                                      | Tytuł                                           | Najwyższa pozycja na liście | Najwyższa pozycja na liście | Najwyższa pozycja na liście | Najwyższa pozycja na liście | Najwyższa pozycja na liście | Najwyższa pozycja na liście | Najwyższa pozycja na liście | Najwyższa pozycja na liście | Najwyższa pozycja na liście | Najwyższa pozycja na liście | Najwyższa pozycja na liście | Najwyższa pozycja na liście | Najwyższa pozycja na liście | Najwyższa pozycja na liście | Najwyższa pozycja na liście | Najwyższa pozycja na liście | Certyfikat         | Album |
| Rok                                                      | Tytuł                                           | CZE                         | CZE (Dig.)                  | POL (AirPlay)               | AUT                         | BEL (FL)                    | BEL (WA)                    | FRA                         | GRE                         | GER                         | POR                         | SCO                         | SPA                         | SWE                         | UK Down.                    | UK Indie                    | ITA                         | Certyfikat         | Album |
| -------------------------------------------------------- | ----------------------------------------------- | --------------------------- | --------------------------- | --------------------------- | --------------------------- | --------------------------- | --------------------------- | --------------------------- | --------------------------- | --------------------------- | --------------------------- | --------------------------- | --------------------------- | --------------------------- | --------------------------- | --------------------------- | --------------------------- | ------------------ | ----- |
| 2015                                                     | „Hands Bloody”                                  | –                           | –                           | –                           | –                           | –                           | –                           | –                           | –                           | –                           | –                           | –                           | –                           | –                           | –                           | –                           | –                           |                    | –     |
| 2016                                                     | „Free”                                          | 15                          | –                           | –                           | –                           | –                           | –                           | –                           | –                           | –                           | –                           | –                           | –                           | –                           | –                           | –                           | –                           |                    | –     |
| 2016                                                     | „Believe (Hey Hey)”                             | –                           | –                           | –                           | –                           | –                           | –                           | –                           | –                           | –                           | –                           | –                           | –                           | –                           | –                           | –                           | –                           |                    | –     |
| 2017                                                     | „Lie to Me”                                     | 52                          | 2                           | –                           | 9                           | –                           | –                           | 122                         | 17                          | 29                          | 82                          | 56                          | 39                          | 21                          | 53                          | 47                          | –                           |                    | –     |
| 2018                                                     | „Me Gusta”                                      | 7                           | 10                          | –                           | –                           | –                           | –                           | –                           | –                           | –                           | –                           | –                           | –                           | –                           | –                           | –                           | –                           |                    | –     |
| 2019                                                     | „Abu Dhabi”                                     | –                           | 22                          | –                           | –                           | –                           | –                           | –                           | –                           | –                           | –                           | –                           | –                           | –                           | –                           | –                           | –                           |                    | –     |
| 2019                                                     | „Acapella” (gościnnie: Fito Blanko i Frankie J) | 1                           | 20                          | 2                           | –                           | –                           | –                           | –                           | –                           | –                           | –                           | –                           | –                           | –                           | –                           | –                           | –                           | - POL: złota płyta | –     |
| 2019                                                     | „Colorado”                                      | 46                          | 64                          | 5                           | –                           | –                           | –                           | –                           | –                           | –                           | –                           | –                           | –                           | –                           | –                           | –                           | –                           |                    | –     |
| 2020                                                     | „Lalalalalalalalalala”                          | 59                          | 29                          | 21                          | –                           | –                           | –                           | –                           | –                           | –                           | –                           | –                           | –                           | –                           | –                           | –                           | 22                          |                    | –     |
| „–” oznacza, że singel nie był notowany na danej liście. |                                                 |                             |                             |                             |                             |                             |                             |                             |                             |                             |                             |                             |                             |                             |                             |                             |                             |                    |       |

#### Z gościnnym udziałem
| Rok  | Tytuł                                                   | Album   |
| ---- | ------------------------------------------------------- | ------- |
| 2019 | „Used To This” (Lukas Rieger, gościnnie: Mikolas Josef) | Justice |